# Fermín de Sojo y Lomba
Fermín de Sojo y Lomba (La Habana, 1867-Santander, c. 1954) fue un militar e historiador español.

## Biografía
Nació en La Habana el 8 de febrero de  1867, hijo de José María Sojo y Ruiz-Vallejo, de origen vizcaíno, y de Leandra Lomba de los Cuetos, natural de Liérganes (Cantabria). Fue miembro del Cuerpo de Ingenieros del Ejército, donde alcanzó rango de general. La actividad por la que Sojo y Lomba es más conocido es por su pasión por la historia, especialmente la relativa a Cantabria. Fue miembro y primer presidente del Centro de Estudios Montañeses entre 1934 y 1940.
Entre sus obras merece resaltarse sus Ilustraciones a la Historia de la M.N. y S.L. Merindad de Trasmiera (Madrid, 1931). En dicha obra dejó plasmado su deseo de cambiar el nombre de provincia de Santander por el de provincia de Cantabria. Además expresa que el territorio regional de Cantabria desbordaba el ocupado por la provincia santanderina. Decía que el nombre de Cantabria «debe sustituir al de Santander al tratar de nombrar a nuestra Región o provincia, toda vez que esta forma su núcleo más importante». En 1928 escribe El Capitán Luis Pizaño. Falleció a mediados de la década de 1950.

## Obras
- Fermín de Sojo y Lomba (1928). El Capitán Luis Pizaño. Imprenta del Memorial de Ingenieros del Ejército.Madrid.